# Mollinedia myriantha
Mollinedia myriantha är en tvåhjärtbladig växtart som beskrevs av Janet Russell Perkins. Mollinedia myriantha ingår i släktet Mollinedia och familjen Monimiaceae. Inga underarter finns listade i Catalogue of Life.